# フィーバー美ら島
フィーバー美ら島は、2006年9月にSANKYOが発売した、沖縄の海をモチーフにしているパチンコ機のシリーズ名。
CRフィーバー美ら島MF-T1とCRフィーバー美ら島MF-T2とCRフィーバー美ら島MH-Tの3機種がある。

## 概要
液晶型のデジパチ。15インチの大画面液晶を搭載している。9種類ある図柄のうち、奇数図柄が揃えば確変に突入し、偶数図柄揃いの場合は通常大当たりとなる。
通常時は2つのモードから選択して遊技することが可能である。モード変更は、台のボタンを押せば選択できるようになっている。
シリーズ機は3種類存在し、全て突然確変を搭載している。スタートチャッカー入賞時の戻しも多いタイプもあり、全体的に遊びやすいスペックとなっている。
通常時は図柄が右から左へと移動する横スクロールだが、突確に当選し専用のモードに移行すると、図柄が上から下へと変動するようになり、縦5ラインに変化する。
図柄にも描かれているフィーバー美ら島キャラクター以外に、竜宮城に住むヒロインの水月（みずき）が登場する。
水月
年齢：不詳
身長：170cm
体重：40kg
スリーサイズ：88･55･88
趣味：海の中の生物と遊ぶこと、アクセサリー集め
特技：魚の気持ちがわかる！？、舞踊
メッセージ：竜宮城に住む水月です。私の舞踊をご披露しますので、皆さんぜひ見に来てくださいネ。それではよろしくお願いします。

## スペック
- CRフィーバー美ら島MF-T1
  - 賞球数 3&4&10&14
  - 大当たり最高継続 15R（9カウント）
  - 大当たり確率 1/315.1
  - 確変中大当たり確率　1/31.5
  - 確変継続率　55%（突然確変を含む）
  - 確変期間　次回大当たりまで/リミッターなし
  - 時短システム　全ての大当たり終了後　50回転
- CRフィーバー美ら島MF-T2
  - 賞球数 4&4&10&14
  - 大当たり最高継続 15R（9カウント）
  - 大当たり確率 1/344.9
  - 確変中大当たり確率　1/49.3
  - 確変継続率　55%（突然確変を含む）
  - 確変期間　次回大当たりまで/リミッターなし
  - 時短システム　全ての大当たり終了後　100回転
- CRフィーバー美ら島MH-T
  - 賞球数 5&4&10&14
  - 大当たり最高継続 15R（9カウント）
  - 大当たり確率 1/296.5
  - 確変中大当たり確率　1/29.7
  - 確変継続率　53%（突然確変を含む）
  - 確変期間　次回大当たりまで/リミッターなし
  - 時短システム　確変終了後or時短中の大当たり終了後　100回転

## 図柄
確変図柄
- 1（バービー）
- 3（おっくん）
- 5（チョウさん）
- 7（タートくん）
- 9（キャサリン）

通常図柄
- 2（ダイちゃん）
- 4（ボーちゃん）
- 6（オドちゃん）
- 8（トビー）

## 演出
ノーマルモード

予告演出が2種類しかないシンプルなモード。この2種類の予告はリーチ発生後にのみ出現する演出である。
- イカ予告

リーチ発生後に画面下からイカの大群が上昇してくる予告。出現すればチャンスである。
- 美らキャラ群予告

大当たり図柄にもなっている美ら島キャラクターたちが右から通過するする予告。出現すれば激熱である。
左から群が出現するパターンもあり、その場合はプレミアム演出で大当たり確定となる。

ファンタジーモード

デジタル回転中に美ら島キャラクターたちが「かけあい」をする。会話やアクションが発展すればチャンスとなる。
- おしゃべり系予告

変動開始時に図柄のキャラクターたちがおしゃべりを始める。かけあいが成立すればスーパーリーチ確定で、失敗した場合でもリーチ確定の演出である。
リーチ時にも図柄がおしゃべりをすることがある。
- キャラ予告

タツノオトシゴの「タツミ」が発するセリフで信頼度が変化。タツミの代わりにくらげの「クラゲさん」が登場すれば激熱である。
- 小魚予告

変動中に小魚の群れが出現。リーチ発展先を予告する文字やキャラなどを群れ全体で表示する。
- アコヤ貝予告

液晶と役物が連動する予告演出。盤面右下に配置されているアコヤ貝が開けばチャンスとなる。真珠のランプの色が緑→ピンク→白の順に信頼度がアップしていき、白く光った場合は激熱となる。
ファンタジーモードを選択していても「美らキャラ群予告」はノーマルモード同様に発生し、出現しただけで激熱となる。
左から右へ通過するプレミアムも同様に発生する。

リーチアクション

リーチアクションはシンプルな演出が多いが、予告次第で信頼度が大きく変化するという特徴がある。
- ノーマルリーチ

ノーマルリーチにはビタ止まりの他に進み&戻り、一旦ハズレからの再始動での復活大当たりパターンもある。
- くじらリーチ

シングルライン限定のスーパーリーチ。くじらが吐き出した水流で図柄が進んでいく。ノーマル同様に進み&戻りパターンがある。
- イソギンチャクリーチ

シングルライン限定のスーパーリーチ。背景に出現したイソギンチャクにうっとりしながら中出目が進んでいく。
- 竜宮城リーチ

ダブルライン限定のスーパーリーチ。背景が竜宮城に変化して水月が登場し大当たりを狙う。大当たり信頼度の高いアクションである。
- 美ら島全回転リーチ

デジタル変動中にいきなり画面が揺れて「美ら島全回転」と書かれたプレートが水中に落下。大当たり確定の全回転リーチへと発展する。
大当たりは確定するが、確変確定ではない。
- 美ら島モード

チャンス目停止後、もしくはハズレ停止後にキャラクターがかけあいを始めて、画面上から巨大ハイビスカスが出現すれば突然確変「美ら島モード」に突入する。
通常時は横スクロールで図柄が停止するが、美ら島モード中は縦の5ラインにチェンジする。
美ら島モードでは、パトライト点灯やハイビスカス出現などの一発告知系のプレミアム演出が追加されている。

- シーサー大当り

確変中限定アクション。液晶内に巨大シーサーが登場することがある。出現した時点で確変大当たりが確定するプレミアムアクションである。

再抽選アクション

- 昇格演出

ノーマルモード選択時は、図柄揃い後に高速で動き出した通常図柄が確変図柄にチェンジすることがある。
- 美らキャラチャンス

ファンタジーモードでは、揃った図柄の隣の確変キャラが登場して確変に昇格することがある。
各確変キャラで異なるアクションを行う。
全モード共通で大当たりラウンド終了後に確変に昇格するパターンもある。
大当たりラウンド
通常大当たりの場合は、沖縄民謡の谷茶前節がBGMとして流れる。確変大当たりの場合は上々颱風のヒット曲「愛より青い海」がBGMとして流れる。
特定条件を満たせば、実写映像が流れることもある。